# Róka Gedeon
Róka Gedeon (teljes nevén Róka Imre Gedeon; Budapest, 1906. május 7. – Budapest, 1974. október 5.) csillagászati ismeretterjesztő író, amatőrcsillagász. 1950–1974 között a Természettudományi Társulat, majd a Tudományos Ismeretterjesztő Társulat központi csillagászati szervezeteinek titkára volt.

## Élete, munkássága
Szülei Róka Pál tánctanár, koreográfus, zeneszerző és Benkő Irén Anna, húga Éva (1910-2000), öccse Róbert voltak. Három éves korában megbetegedett gyermekbénulásban. Élete végéig járógép segítségével tudott csak közlekedni. Ennek ellenére édesanyjának köszönhetően teljes életet élhetett. 1929-ben a Pázmány Péter Tudományegyetemen szerezte meg fizika–kémia szakos középiskolai tanári diplomáját. 1930-ban feleségül vette Kirschner Annát, akivel még az egyetemen ismerkedtek össze. A gazdasági világválság és betegsége következtében évekig csupán alkalmi munkákból tudott megélni. Néhány évvel később a Kultuszminisztérium Óvoda Osztály Számvevőségén kapott állást tisztviselőként. Az osztály a második világháború után a Népjóléti Minisztériumba került, ahol a fogalmazói kar helyettes vezetője lett.
Fiatal kora óta érdeklődött a csillagászat iránt. Első cikke A legegyszerűbb távcső címmel 1944 áprilisában jelent meg a Csillagok Világában.
1946-ban csatlakozott az amatőrcsillagász mozgalomhoz, ahol Kulin György mellett hamarosan az egyik meghatározó személyiséggé vált. A Magyar Csillagászati Egyesület alelnökévé választották. Az amatőrcsillagász mozgalomban a szervező munkában nyújtott kiemelkedő teljesítményt. Csillagászati előadásokat szervezett, előadókat oktatott. Megindította az évente megrendezésre kerülő Csillagászati Hetet. 1950–1974 között a hazai amatőrcsillagász mozgalom egyik vezéregyénisége volt. 1951-től a Természettudományi Társulat csillagászati szakosztályának titkára, majd haláláig a Tudományos Ismeretterjesztő Társulat (TIT) Csillagászati és Űrkutatási Választmányának titkára volt. Jelentős szerepet töltött be a TIT Csillagászat Baráti Kör adminisztratív megszervezésében, és az évente, majd kétévente megrendezett Csillagászat Baráti Kör találkozók rendszeresítésében. Sokat fáradozott a csillagászati ismeretterjesztők és amatőr csoportok vezetőinek továbbképzésén, szakmai szintjük növelésén.
Számos népszerűsítő újságot szerkesztett, csillagászatról tartott előadásokat. Írásai olyan lapokban jelentek meg mint az Élet és Tudomány, a Természettudományi Közlöny, Föld és Ég, Világosság, valamint a Csillagászati Évkönyvek továbbá a Népszabadságban és egyéb napilapban. Az Ég és Föld valamint a Világosság című folyóiratok szerkesztő bizottságának tagja volt. Hosszú ideig szerkesztette a Csillagászati Évkönyveket, továbbá a Gondolat Könyvkiadó természettudományi szerkesztőségét is vezette. Nagy számú ismeretterjesztő cikke mellett számos könyve jelent meg. Ezek közül néhányat Kulin Györggyel közösen írtak.

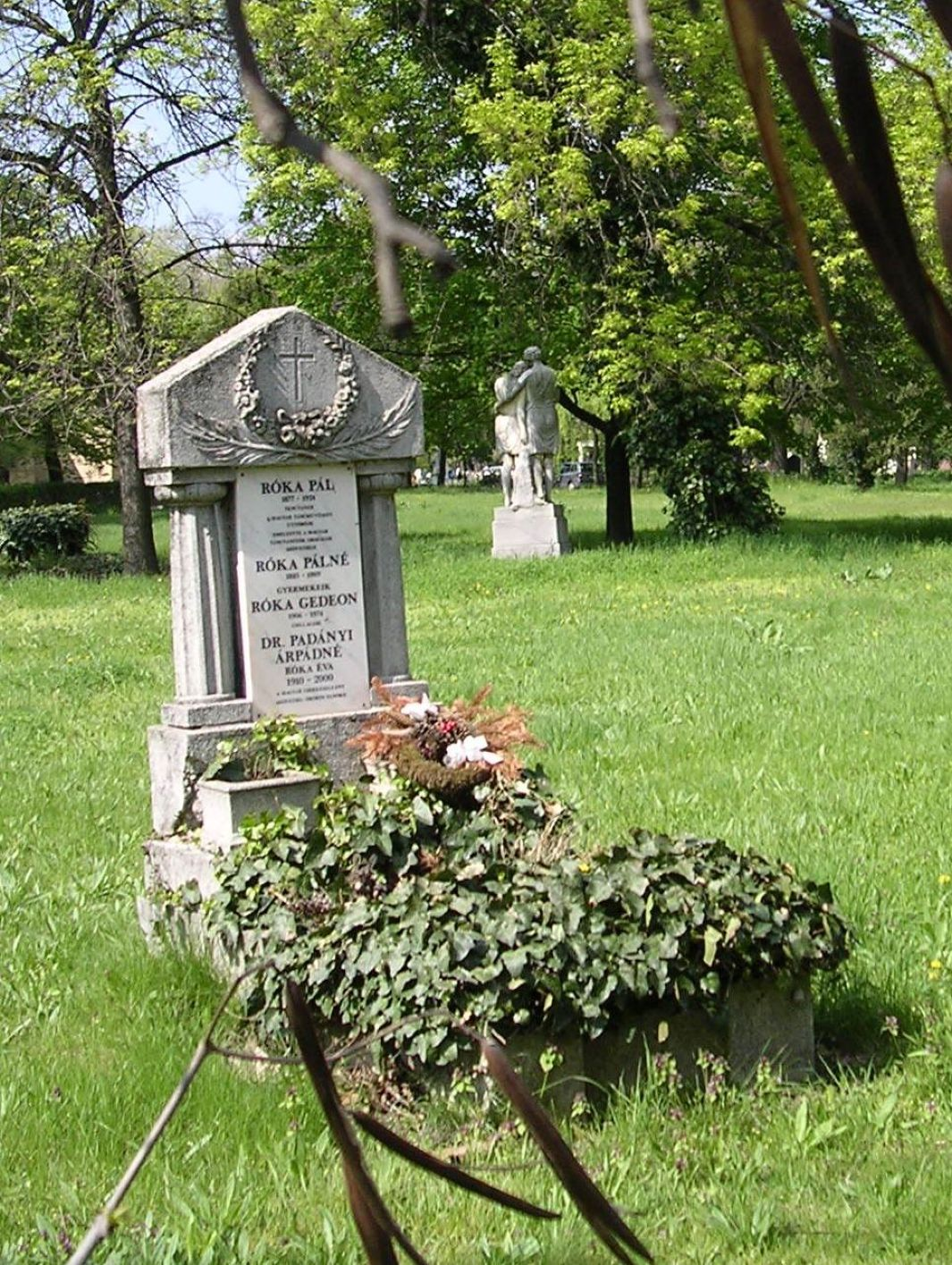
Sírja a Fiumei úti sírkertben, 2005-ben. (45-1-45)

Szívbénulás következtében álmában hunyt el V. kerületi, Zrínyi utcai otthonában. A Fiumei úti sírkertben nyugszik.

## Emlékezete
- Nevét viseli a Kulin György által felfedezett egyik kisbolygó (2058 Róka).
- A nevét viselő Róka Gedeon-emlékérem

## Művei
- A csillagok vizsgálata régen és ma, Magyar Természettudományi Társulat, Budapest, 1951, A mi világunk sorozatban
- Az égitestek kialakulása, Budapest, 1952
- Ismerjük meg a világot, Ifjúsági Könyvkiadó, Budapest, 1953
- Róka Gedeon-Pál István-Sinka József: Utazás a bolygók között, Társadalom- és Természettudományi Ismeretterjesztő Társulat, Budapest, 1955
- (Szerk.): A távcső világa, Budapest, 1958
- A fizika néhány filozófiai problémája, Felsőoktatási Jegyzetellátó Vállalat, Budapest, 1959
- Kulin György-Róka Gedeon: A nagy Világmindenség, Kossuth Könyvkiadó, Budapest, 1961
- A csillagászat és mindennapi életünk, Táncsics Könyvkiadó, Budapest, 1968, illusztrálta: Murányi László
- Fényes Imre-Haraszty Árpád-Kiszely György̞-Kocsis Ferenc-Róka Gedeonː Világnézeti nevelésünk természettudományos alapjai 1., Tankönyvkiadó Vállalat, Budapest, 1963
- A világegyetem megismerésének útjai és tévútjai, Gondolat Kiadó, Budapest, 1964, Ismeretterjesztő kiskönyvtár sorozat
- Kulin György-Róka Gedeon: A világegyetem, Gondolat Kiadó, Budapest, 1965
- Dala László (szerk.): Élet más bolygókon, Móra, Budapest, 1968, 190 oldal, illusztrálta: Hegedüs István benne Nyomozás a naprendszeren kívül című írása.
- A csillagászat és mindennapi életünk, Budapest, 1968
- Róka Gedeon-Kulin György (szerk.): Csillagászati kisenciklopédia, Gondolat Kiadó, Budapest, 1969
- (Szerk.): Távcsőtükör házi készítése, Tudományos Ismeretterjesztő Társulat, Budapest, 1970
- (Szerk.) Kulin Györggyel: A távcső világa, Budapest: Gondolat Kiadó, 1975
- Kulin Györggyel: A távcső világa, 2. bővített, Budapest: Gondolat Kiadó, 1980